# Верхние Бараки (Саратовская область)
Верхние Бараки —хутор в Новоузенском районе Саратовской области в составе сельского поселения Куриловское муниципальное образование. 

## География
Находится на расстоянии примерно 34 километра по прямой на север-северо-запад от районного центра города Новоузенск.

## История
Официальная дата основания 1929 год.

## Население
Постоянное население составило 2 человека (100% русские) в 2002 году, 6 в 2010.